# CaraPils

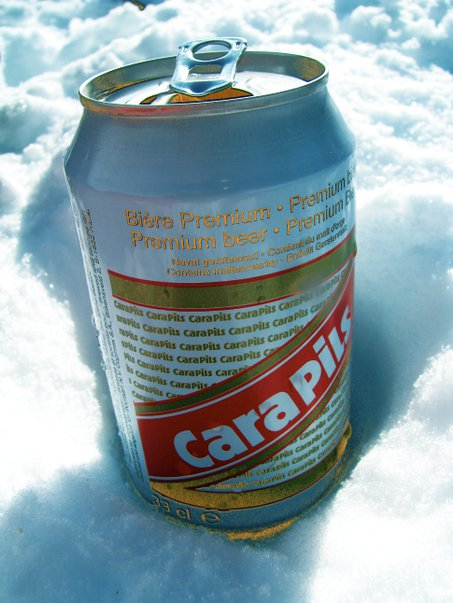
Eine 33 cl-Dose CaraPils

CaraPils ist eine belgische Biermarke, die von der Colruyt-Gruppe vertrieben wird.
Erhältlich ist es in mehreren großen Supermarktketten wie Aldi, Delhaize Group und Colruyts eignen Märkten. Die normale und gängigste Variante ist ein pilsner Bier mit einem Alkoholgehalt von 4,4 %.
CaraPils wurde in den letzten Jahren bereits von den Brauereien Haacht, Van Roy, Bosteels, Martens und Alken-Maes gebraut. Colruyt schreibt in regelmäßigen Abständen Aufträge für die Herstellung von CaraPils aus. Den Zuschlag erhält, wer das Bier am günstigsten brauen kann. Die jeweilige Brauerei wird von Colruyt geheim gehalten und lässt sich nur über die Etikettierung feststellen.

## Varianten
CaraPils wird in den Dosengrößen 0,33 und 0,5 Liter sowie 0,25 Liter-Glasflaschen verkauft.
2022 gab Colruyt bekannt, dass unter der Marke nunmehr auch das obergärige „Cara Blond“ und das Kriek-ähnliche Bier „Cara Rouge“ vertrieben werden.

## Öffentliches Image
CaraPils hat aufgrund seines niedrigen Preises (Stand 2022: 0,35 €) einen gewissen Kultstatus in Belgien.
Eng mit der Popularität verbunden ist ein virales YouTube-Video von 2010, in dem ein Besucher des Pukkelpop-Festivals eine Cara-Bierdose mit einem Hammer zerschlägt. Auf einen tadelnden Zuruf von außerhalb des Bildes reagieren er und die Umstehenden mit den Worten „'tis Cara trut“ (deutsch: „Das ist Cara, Schlampe“). Der Ausruf wurde schnell zu einem Meme in den sozialen Netzwerken.
Als Anfang 2015 bekannt wurde, dass Colruyt eine Umbenennung des Bieres unter der Eigenmarke „Everyday“ plante, wurde im Netz weitgehender Protest gegen die Namensänderung laut. Wenig später kündigte die Discounter-Kette an, den Namen „CaraPils“ beizubehalten und nur das Dosendesign geringfügig anzupassen.
2021 wurde das Kochbuch „Koken met CaraPils“ (deutsch: „Kochen mit CaraPils“) von einem Studenten in Zusammenarbeit mit Colruyt veröffentlicht.